# Campeonato da Espanha de Ciclismo Contrarrelógio

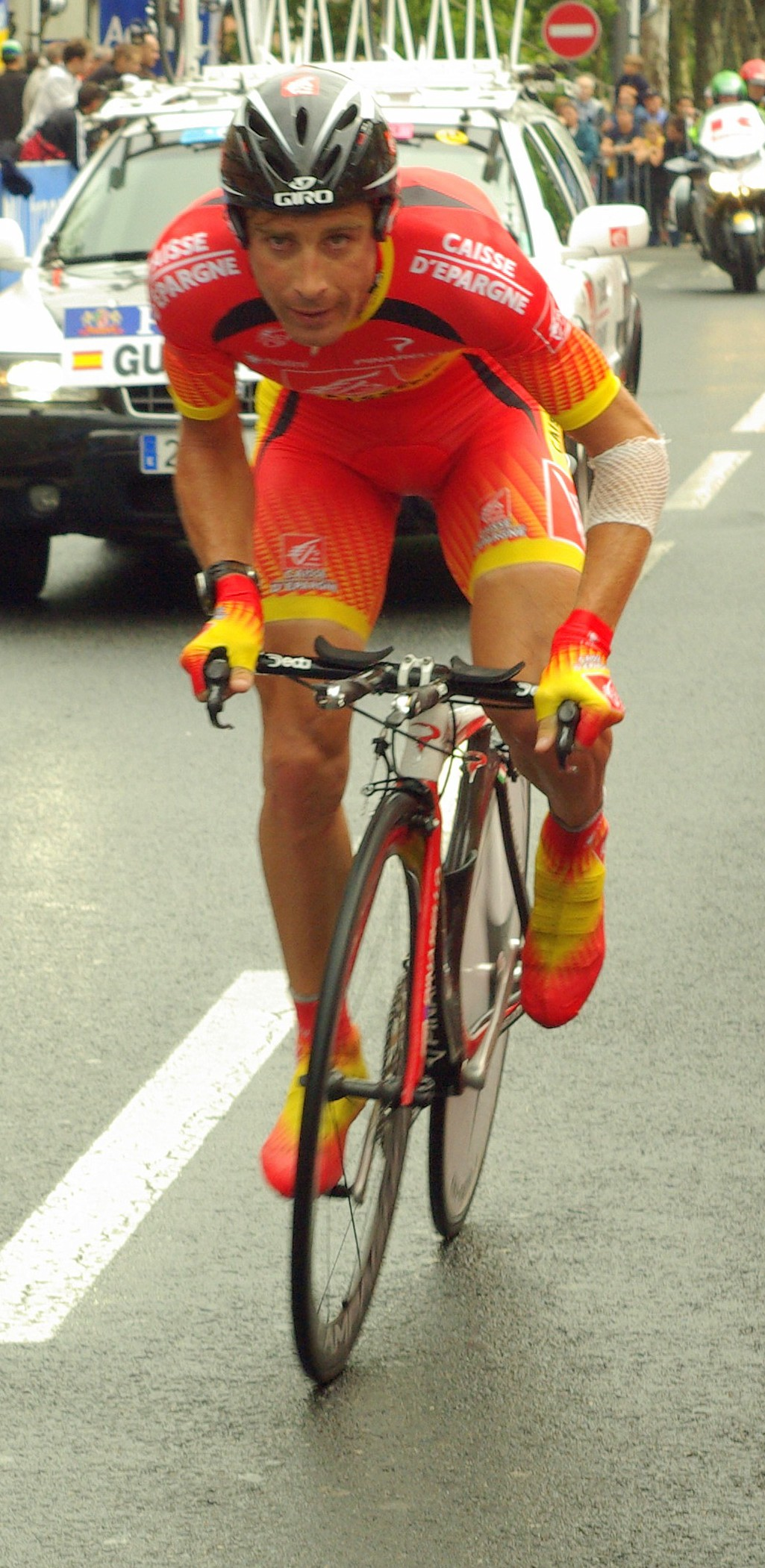
José Iván Gutiérrez com o maillot de Campeão da Espanha CRI, em 2007

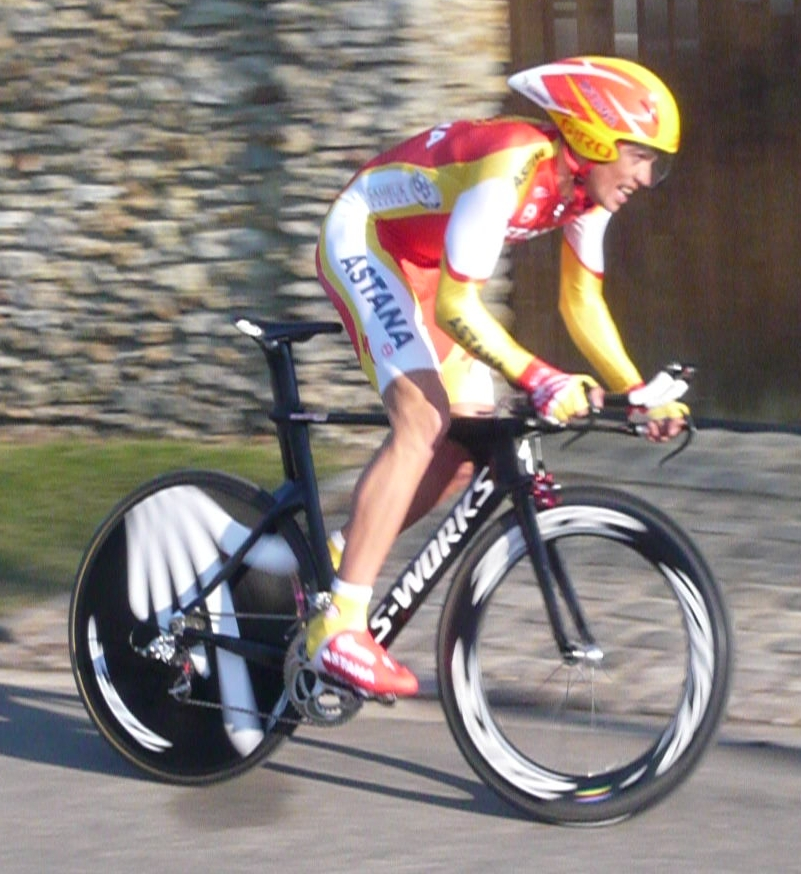
Alberto Contador luzindo o maillot na Paris-Nice de 2010

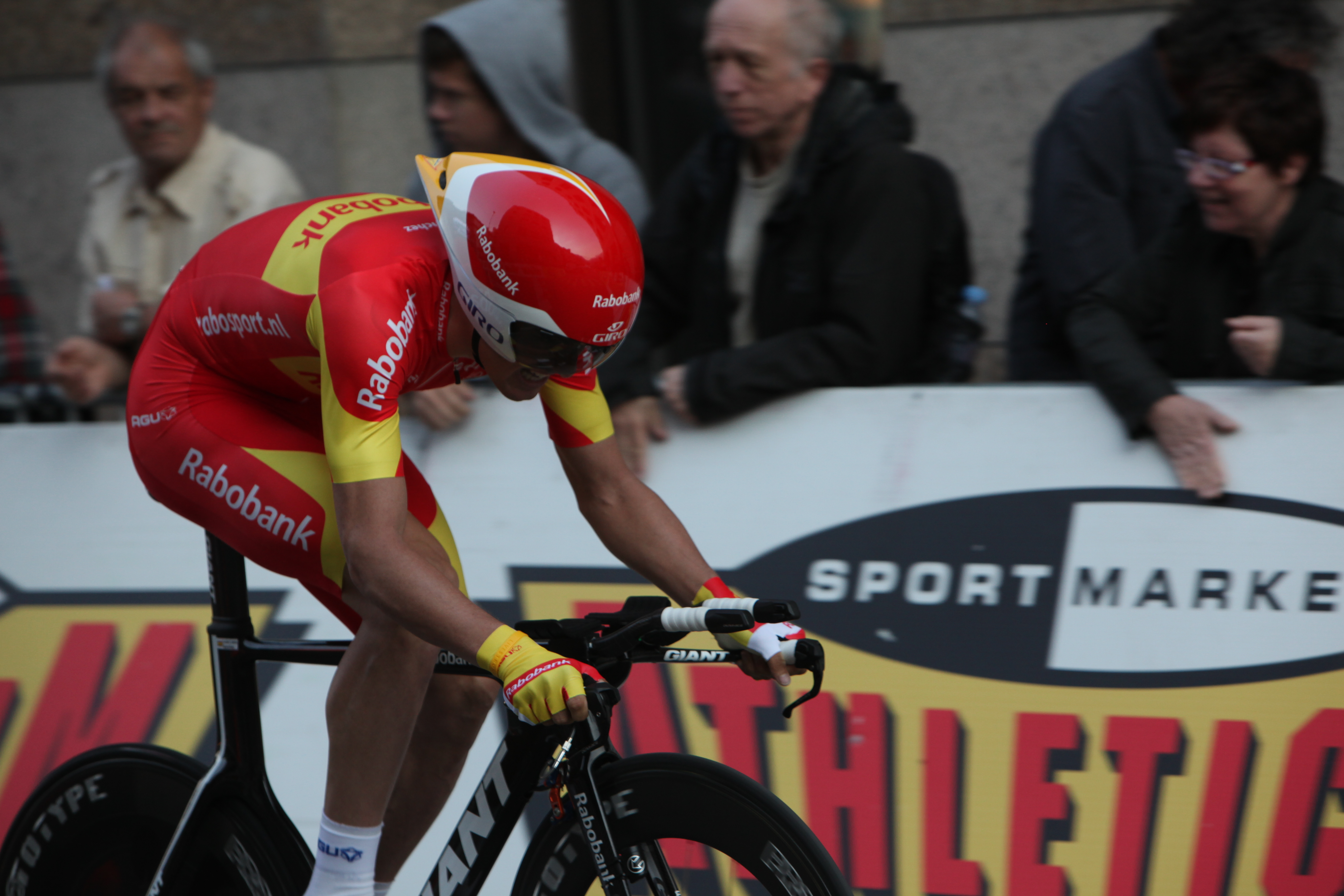
Luis León Sánchez com o maillot de Campeão da Espanha CRI, em 2011

Os Campeonatos da Espanha de Ciclismo Contrarrelógio organizam-se anualmente desde o ano de 1994 (ainda que já se disputaram edições em anos anteriores) para determinar o campeão e campeã ciclista da Espanha de cada ano, na modalidade.
O título outorga-se ao vencedor de uma única corrida, na modalidade de contrarrelógio individual. O vencedor (ou vencedora) obtém o direito a portar um maillot com as cores da bandeira espanhola até ao campeonato do ano seguinte, quando disputa provas contrarrelógio.
Em três períodos (1927-1949, 1958-1961 e 1966-1968) a competição disputou-se em formato contrarrelógio, ainda que o ganhador obtinha o título de Campeão da Espanha absoluto, não como na actualidade onde ambas disciplinas estão diferenciadas. Não seria até 1994, quando se estabeleceu o título de campeão da Espanha contrarrelógio especificamente.

## Palmarés

### Competições masculinas

#### Profissional
| Ano  | Ganhador                  | Segundo                  | Terceiro                 | Cidade                |
| ---- | ------------------------- | ------------------------ | ------------------------ | --------------------- |
| 1994 | Abraham Olano             | Marino Alonso            | Aitor Garmendia          | Sabiñánigo            |
| 1995 | Melchor Mauri             | Ángel Casero             | Aitor Garmendia          | Segovia               |
| 1996 | Íñigo González de Heredia | Álvaro González Galdeano | Jaime Hernández          | Sabiñánigo            |
| 1997 | José Enrique Gutiérrez    | Joseba Beloki            | Juan Carlos Taboas       | Melilla               |
| 1998 | Abraham Olano             | Melchor Mauri            | Ángel Casero             | Jerez de la Fronteira |
| 1999 | Santos González           | Ángel Casero             | Álvaro González Galdeano | Córdoba               |
| 2000 | José Iván Gutiérrez       | David Plaza              | Álvaro González Galdeano | Múrcia                |
| 2001 | Santos González           | Toni Tauler              | Sergi Escobar            | Leão                  |
| 2002 | Igor González Galdeano    | Toni Tauler              | Álvaro González Galdeano | Salamanca             |
| 2003 | Íñigo Chaurreau           | Toni Tauler              | Mikel Astarloza          | Alcobendas            |
| 2004 | José Iván Gutiérrez       | Luis León Sánchez        | Igor González Galdeano   | Santander             |
| 2005 | José Iván Gutiérrez       | Santos González          | Rubén Plaza              | Múrcia                |
| 2006 | Toni Tauler               | Rubén Plaza              | David Herrero            | Móstoles              |
| 2007 | José Iván Gutiérrez       | Luis León Sánchez        | Manuel Lloret            | Cuenca                |
| 2008 | Luis León Sánchez         | Rubén Plaza              | José Iván Gutiérrez      | Talavera de la Reina  |
| 2009 | Alberto Contador          | Luis León Sánchez        | Rubén Plaza              | Torrelavega           |
| 2010 | Luis León Sánchez         | José Iván Gutiérrez      | Rubén Plaza              | Villarrobledo         |
| 2011 | Luis León Sánchez         | Jonathan Castroviejo     | José Iván Gutiérrez      | Vall de Uxó           |
| 2012 | Luis León Sánchez         | Jonathan Castroviejo     | Alejandro Marque         | Béjar                 |
| 2013 | Jonathan Castroviejo      | Luis León Sánchez        | Rubén Plaza              | Bembibre              |
| 2014 | Alejandro Valverde        | Ion Izagirre             | Jonathan Castroviejo     | Ponferrada            |
| 2015 | Jonathan Castroviejo      | Gorka Izagirre           | Jesús Herrada            | Cáceres               |
| 2016 | Ion Izagirre              | Jonathan Castroviejo     | Alejandro Valverde       | Ibi                   |
| 2017 | Jonathan Castroviejo      | Mikel Landa              | Jesús Herrada            | Soria                 |
| 2018 | Jonathan Castroviejo      | Gorka Izagirre           | Ion Izagirre             | Vall d'Alba           |
| 2019 | Jonathan Castroviejo      | Pello Bilbao             | Gorka Izagirre           | Yecla                 |
| 2020 | Pello Bilbao              | Luis León Sánchez        | Gorka Izagirre           | Jaén                  |
| 2021 | Ion Izagirre              | David de la Cruz         | Carlos Rodríguez         | Busot                 |
| 2022 | Raúl García Pierna        | Oier Lazkano             | Xabier Mikel Azparren    | Palma                 |

#### Sub-23
| Ano  | Ganhador             | Segundo            | Terceiro                 |
| ---- | -------------------- | ------------------ | ------------------------ |
| 1996 | Aitor González       | Alberto Martínez   | Pablo Lastras            |
| 1997 | Aitor González       | Francisco Mancebo  | Alberto Martínez         |
| 1998 | Ángel Sainz da Maza  | Unai Uriarte       | Aitor Silloniz           |
| 1999 | José Guillén         | José Emilio Cacho  | José Antonio Pecharromán |
| 2000 | Juan Gomis           | David Herrero      | Sergio Pérez             |
| 2001 | Iker Camaño          | David Herrero      | Alberto Contador         |
| 2002 | Alberto Contador     | Víctor Gomes       | Manuel Lloret            |
| 2003 | Juan José Cobo       | Víctor Gómez       | Manuel Lloret            |
| 2004 | Eladio Sánchez       | Hernán Ponce       | Carlos Abellán           |
| 2005 | José Luis Ruiz       | Unai Uribarri      | José Antonio Redondo     |
| 2006 | Javier Chacón        | José María Alcaraz | Luis Enrique Portas      |
| 2007 | Rafael Serrano       | Sergio Domínguez   | Héctor González          |
| 2008 | Arturo Mora          | Ángel Madrazo      | Lluís Mas                |
| 2009 | Aser Estévez         | Garikoitz Bravo    | Arturo Mora              |
| 2010 | Jesús Herrada        | Andrés Vigil       | Albert Torres            |
| 2011 | Mario González Salas | Igor Merino        | Omar Fraile              |
| 2012 | Marcos Jurado        | Albert Torres      | Alberto Just             |
| 2013 | Alberto Just         | Marcos Jurado      | Mario González Salas     |
| 2014 | Óscar González Brea  | Juan Camacho       | Marc Soler               |
| 2015 | Diego Tirilonte      | Cristián Rodríguez | Álvaro Trueba            |
| 2016 | Martín Bouzas        | Gonzalo Serrano    | Óscar González del Campo |
| 2017 | Jaime Castrillo      | Sergio Samitier    | Martín Bouzas            |
| 2018 | Martín Bouzas        | Roger Adrià        | Joan Bennassar           |
| 2019 | Xabier Azparren      | Martín Bouzas      | Joan Bennassar           |
| 2020 | Raúl García          | Jokin Murguialday  | Iván Cobo                |
| 2021 | Igor Arrieta         | Pablo García       | Enekoitz Azparren        |
| 2022 | Pablo Castrillo      | Pablo García       | Fernando Tercero         |

### Competições femininas
| Ano  | Ganhadora           | Segunda                  | Terceira                 |
| ---- | ------------------- | ------------------------ | ------------------------ |
| 1995 | Dori Ruano          | Nuria Florencio          | Izaskun Bengoa           |
| 1996 | Joane Somarriba     | Dori Ruano               | Izaskun Bengoa           |
| 1997 | Izaskun Bengoa      | Joane Somarriba          | Dori Ruano               |
| 1998 | Dori Ruano          | Izaskun Bengoa           | Marta Vilajosana         |
| 1999 | Dori Ruano          | Gema Pascual             | Marta Vilajosana         |
| 2000 | Dori Ruano          | Ruth Martínez            | Ruth Moll                |
| 2001 | Dori Ruano          | Gema Pascual             | Ruth Martínez            |
| 2002 | Eneritz Iturriaga   | Dori Ruano               | Marta Vilajosana         |
| 2003 | Dori Ruano          | Eneritz Iturriaga        | María Isabel Moreno      |
| 2004 | Dori Ruano          | Eneritz Iturriaga        | Mercedes Cagigas         |
| 2005 | Eneritz Iturriaga   | Dori Ruano               | María Isabel Moreno      |
| 2006 | Eneritz Iturriaga   | María Isabel Moreno      | Marta Vilajosana         |
| 2007 | María Isabel Moreno | Marta Vilajosana         | Gema Pascual             |
| 2008 | Não se disputou     | Não se disputou          | Não se disputou          |
| 2009 | Débora Gálvez       | Gema Pascual             | Leire Olaberría          |
| 2010 | Leire Olaberría     | Rosa María Bravo         | Débora Gálvez            |
| 2011 | Eneritz Iturriaga   | Anna Sanchis             | Belém López              |
| 2012 | Anna Sanchis        | Mayalen Noriega          | Belém López              |
| 2013 | Anna Sanchis        | Leire Olaberría          | Belém López              |
| 2014 | Leire Olaberría     | Belém López              | Anna Ramírez             |
| 2015 | Anna Sanchis        | Sheyla Gutiérrez         | Leire Olaberría          |
| 2016 | Anna Sanchis        | Glória Rodríguez Sánchez | Mavi García              |
| 2017 | Lourdes Oyarbide    | Mavi García              | Sheyla Gutiérrez         |
| 2018 | Mavi García         | Eider Merino             | Alicia González          |
| 2019 | Sheyla Gutiérrez    | Lourdes Oyarbide         | Glória Rodríguez Sánchez |
| 2020 | Mavi García         | Sara Martín              | Sheyla Gutiérrez         |
| 2021 | Mavi García         | Sara Martín              | Lourdes Oyarbide         |
| 2022 | Mavi García         | Sheyla Gutiérrez         | Sandra Alonso            |

## Estatísticas

### Mais vitórias
| Ciclista             | Vitórias | Anos                          |
| -------------------- | -------- | ----------------------------- |
| Jonathan Castroviejo | 5        | 2013, 2015, 2017, 2018 e 2019 |
| Luis León Sánchez    | 4        | 2008, 2010, 2011 e 2012       |
| José Iván Gutiérrez  | 4        | 2000, 2004, 2005 e 2007       |
| Abraham Olano        | 2        | 1994 e 1998                   |
| Santos González      | 2        | 1999 e 2001                   |
| Ion Izagirre         | 2        | 2016 e 2021                   |

| Ciclista          | Vitórias                                    | Anos                                      |
| ----------------- | ------------------------------------------- | ----------------------------------------- |
| Dori Ruano        | 7                                           | 1995, 1998, 1999, 2000, 2001, 2003 e 2004 |
| Eneritz Iturriaga | 4                                           | 2002, 2005, 2006 e 2011                   |
| Anna Sanchis      | 4                                           | 2012, 2013, 2015 e 2016                   |
| Mavi García       | 4\| align="right" \|2018, 2020, 2021 e 2022 |                                           |
| Leire Olaberría   | 2                                           | 2010 e 2014                               |